# Tarsiger chrysaeus
Tarsiger chrysaeus е вид птица от семейство Muscicapidae.

## Разпространение
Видът е разпространен в Бутан, Виетнам, Индия, Китай, Мианмар, Непал, Пакистан и Тайланд.